# Vannuccio Faralli
Vannuccio Faralli (Cortona, 15 gennaio 1891 – Genova, 1º gennaio 1969) è stato un giornalista, partigiano e politico italiano.
Esponente dal 1907 del Partito Socialista Italiano, è stato il primo sindaco del dopoguerra della città di Genova. Ha ricoperto la carica di primo cittadino dal 25 aprile 1945 al 3 dicembre 1946.

## Biografia
Figlio di Natale e Luisa Faralli, originario della frazione di Monsigliolo di Cortona (AR), penultimo di cinque fratelli e due sorelle, servì come ufficiale d'artiglieria durante la prima guerra mondiale, fu decorato sul campo anche se poi venne degradato in conseguenza della sua attività di militante socialista che lo aveva portato a diffondere volantini inneggianti alla pace.
Al termine del conflitto proseguì con Pietro Nenni e Bruno Buozzi nella militanza socialista riorganizzando il partito e dirigendo per anni il giornale Avanti!.
Patì la persecuzione del fascismo e fu arrestato più volte: nel 1926 fu inviato al confino, dove rimase due anni. Durante la seconda guerra mondiale, dopo l'8 settembre, partecipò alla Resistenza che lo portò dal centro al nord Italia. Venne arrestato il 27 dicembre 1944 e rimase detenuto nel Carcere di Marassi a Genova fino al 23 aprile 1945.
Nel secondo dopoguerra fu deputato all'Assemblea Costituente, poi rieletto dal 1948 al 1958. Nel terzo governo di Alcide De Gasperi ricoprì la carica di sottosegretario all'Industria.
Genova gli ha intitolato una piazza e il suo nome è stato insignito della medaglia d'argento al valor militare.
Sulla vita e l'opera di Faralli è stato pubblicato nel 2004 per l'editore FrancoAngeli il saggio di Mario Parigi Vannuccio Faralli. Storia di un'Italia dimenticata (ISBN 88-464-5563-0) che prende in esame le diverse sfaccettature del personaggio storico che fu, nel tempo, emigrante, commesso viaggiatore, sindacalista, uomo politico, imprenditore e giornalista.
Sempre nel 2004, la sua città natale - Cortona - gli ha dedicato una mostra commemorativa.